# Nyctaginaceae
Nyctaginaceae is een botanische naam, voor een familie van tweezaadlobbige planten. Een familie onder deze naam wordt universeel erkend door systemen voor plantentaxonomie, en ook door het APG-systeem (1998) en door het APG II-systeem (2003).
Het gaat om een middelgrote familie, van warme tot tropische klimaten: bekende vertegenwoordigers zijn de Bougainvillea en de nachtschone (Mirabilis jalapa).